# Store Svinøya
Store Svinøya est une île dans le landskap Sunnhordland du comté de Vestland. Elle appartient administrativement à Kvinnherad.

## Géographie
Rocheuse et couverte d'arbres, elle s'étend sur environ 489 m de longueur pour une largeur approximative de 328 m. 